# Аеродром Лондон-Лутон
Аеродром Лондон-Лутон (енгл. London Luton Airport), раније познат као Међународни аеродром Лутон, је међународни аеродром близу истоименог британског града Лутона, на 3 km од њега. Ипак, Аеродром Лутон је много значајнији као четврта по величини од шест ваздушних лука града Лондона, који је удаљен 45 km јужно од аеродрома.
Године 2018. на Аеродрому Лондон-Лутон је превезено преко 16,5 милиона путника. По томе је то пети аеродром по промету у Великој Британији. Аеродром се ослања махом на нискотарифне летове. Он је авио-чвориште за авио-компаније Изиџет, ТУИ Ервејс, Рајанер и Виз ер.

## Објекти

### Терминал
Аеродром Лутон има једну, двоспратну зграду путничког терминала која је неколико пута проширена и преуређена. У приземљу се налази главни хол опремљен са 62 шалтера за чекирање (1-62), посебна сала за безбедносну проверу, као и неколико продавница, шалтера за услуге и објекти за доласке. Након сале за безбедносне провере, степенице воде до салона за одласке на горњем спрату, где се налази још неколико продавница, ресторана и свих 30 гејтова за одласке.

### Писта и платформе
Аеродром поседује једну писту, која се протеже отприлике од истока ка западу, са дужином од 2162 м на надморској висини од 160 метара. Писта је опремљена системом за инструментално слетање (ILS) категорије IIIB, што омогућава аеродрому да настави са радом у условима лоше видљивости.